# Єронім Олександр Яловицький
Єронім Олександр Яловицький (? - 1692) — Волинський ловчий у 1667-1692 роках.
Єронім Олександр Боженець Яловицький походив з шляхетського роду гербу Яловицьких. 
Депутат Волинського сеймику у 1677 та 1681 роках.
Був послом-виборцем короля Речі Посполитої Михайла Корибута Вишневецького від Волинського воєводства у 1669 році .
Мав дружину Софію уроджену Курдвановську. Син - Єронім Матвій Яловицький.